# Championnats du monde d'athlétisme 2007
Navigation
Les 11es Championnats du monde d'athlétisme ont eu lieu du 24 août au 2 septembre 2007, au stade Nagai d’Osaka (Japon). Le nom officiel, en anglais, de la compétition est : « 11th IAAF World Championships in Athletics ». Ces championnats ont réuni 197 pays (sur 212 possibles) et 1 800 athlètes, soit la plus grande participation jamais obtenue dans cette compétition depuis sa création.  L'IAAF annonce le 2 septembre un cas de dopage avéré, celui du Français Naman Keïta.

## Candidature
Les villes de Berlin et de Budapest qui avaient montré un intérêt pour l'organisation de cette compétition, retirèrent, avant la date limite du 1er octobre 2002, leurs candidatures, laissant la place à Osaka – qui a donc été élue le 15 novembre 2002 par l'Association internationale des fédérations d'athlétisme. Seules deux villes non européennes avaient auparavant organisé cette compétition depuis sa création en 1983. Tokyo, souvent présentée comme la « rivale » d'Osaka, avait organisé ces championnats en 1991 dans ce qui est encore considéré comme une des meilleures éditions jamais organisées (L'Équipe) ; la ville canadienne d'Edmonton avait accueilli l'événement en 2001.

## Climat

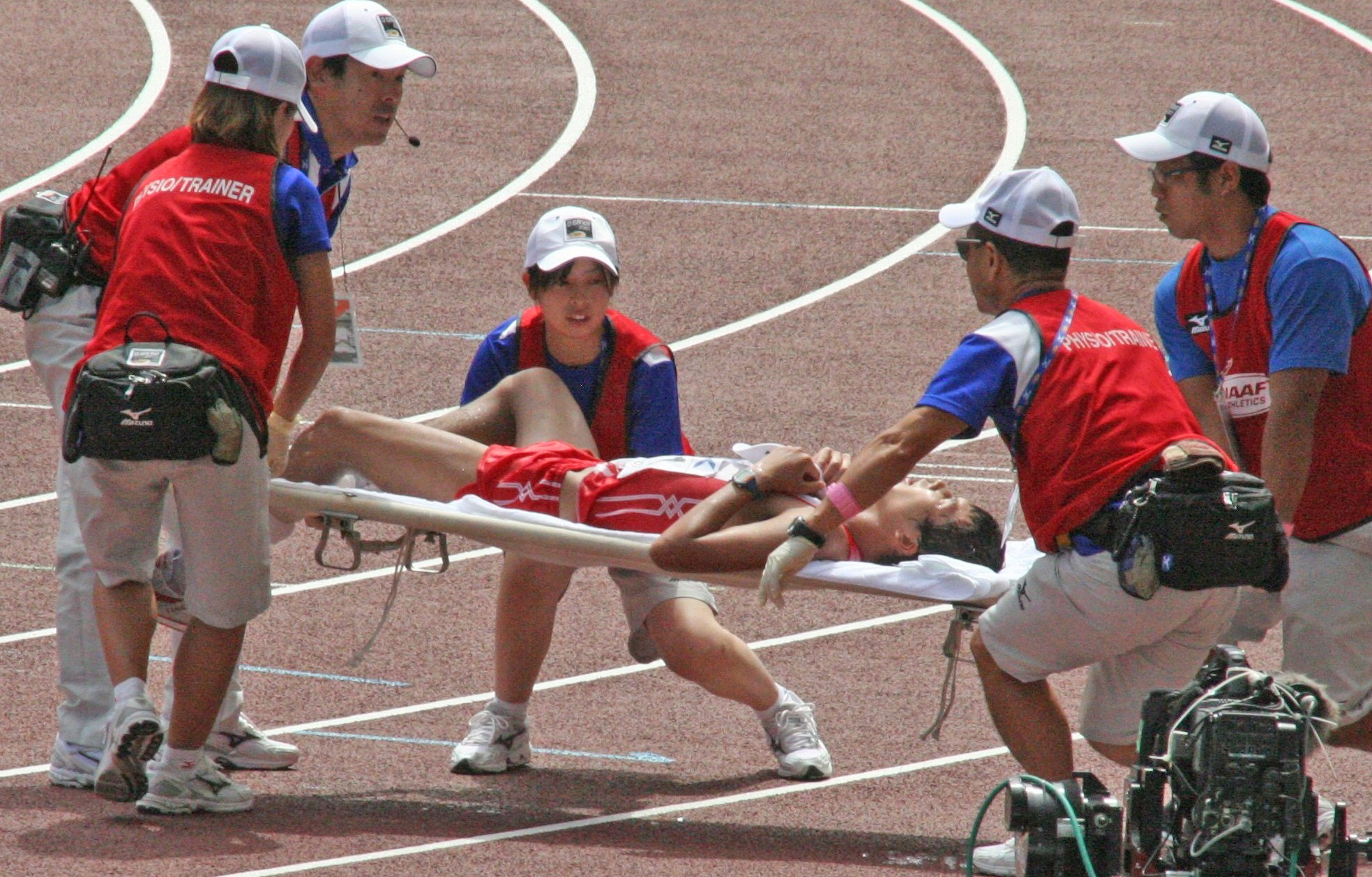
Soins médicaux après la course du 50 km marche

Les championnats du monde 2007 ont eu lieu au cours d'un été anormalement chaud au Japon, contrairement au climat pluvieux et venteux d'Helsinki deux ans plus tôt. Durant le mois qui a précédé l'évènement, les températures ont atteint près de 40 °C, causant la mort de plusieurs personnes dans le pays. Au début des compétitions, un taux d'humidité élevé et des températures autour de 30 °C le matin sont relevés. Afin de prévenir des risques liés à la chaleur, l'IAAF décide de diffuser un avertissement à tous les athlètes participants, notamment à l'attention des coureurs de fond.  Il est donc recommandé aux athlètes de s'acclimater pendant une à deux semaines et de ne pas s'entraîner normalement dès le premier jour au Japon, de se refroidir et de s'hydrater autant que nécessaire. Durant les championnats, une information météo est fournie aux Technical Information Centers (TIC). Des panneaux colorés informent en permanence du risque couru, selon un code à quatre niveaux :
- noir : 28 °C ou plus Extreme (extrême)
- rouge : 23 – 28 °C High (élevé)
- jaune : 18 – 23 °C Moderate (modéré)
- vert : moins de 18 °C Low (bas)

À l'issue de ces Championnats, le nombre d'athlètes victimes de la chaleur n'est pas aussi élevé que craint initialement. De nombreux concurrents n'ont cependant pas terminé leur course, notamment dans les épreuves de marathon et de marche athlétique.

## Public
Il a été constaté, durant la compétition, une faible vente des tickets et un public clairsemé dans le Stade Nagai, même lors de la finale du 100 m, où au moins 15 000 places sont restées inoccupées, sans parler de la cérémonie d'ouverture pendant laquelle le stade était à moitié vide. Un certain nombre de raisons furent invoquées à l'issue des Championnats pour expliquer cette faible participation : le prix élevé des billets, les conditions climatiques extrêmes, ou encore l'absence de performance des athlètes japonais. Sebastian Coe, nouveau vice-président de l'IAAF, a suggéré de raccourcir à l'avenir la durée des championnats pour maintenir l'intérêt du public.

## Faits marquants[4]
Ces onzièmes championnats du monde sont d’un niveau légèrement supérieur à ceux de Helsinki de 2005 : dans les épreuves masculines, 14 des 24 vainqueurs ont une performance supérieure ou égale à celle du vainqueur de 2005 et dans les épreuves féminines 13 des 22 vainqueurs ont une performance supérieure ou égale à celle de la gagnante de 2005.
Aucun record du monde n'est battu lors de ces championnats.
Au nombre des victoires et des médailles, ce sont les États-Unis qui sont une nouvelle fois en tête des classements et qui, pour la première fois, remportent les quatre relais disputés. Dans les épreuves masculines, les États-Unis (10 titres, 19 médailles, 161 points à la placing table[Quoi ?]) devancent le Kenya (3 titres, 8 médailles, 70 points). Dans les épreuves féminines, la Russie (4 titres, 12 médailles, 132 points) devance les États-Unis (4 titres, 7 médailles, 92 points).
L’Éthiopien Kenenisa Bekele au 10000 m et la Suédoise Carolina Klüft à l'heptathlon remportent leur troisième titre consécutif. L'Allemande Franka Dietzsch obtient son troisième titre au lancer du disque après ceux de 1999 et 2005.

### Résultats

#### Hommes
| Épreuves                  | Or | Argent | Bronze |
| ------------------------- | --- | --- | --- |
| 100 m détails             | Tyson Gay 9 s 85 | Derrick Atkins 9 s 91 (NR)                                                                                | Asafa Powell 9 s 96 |
| 200 m détails             | Tyson Gay 19 s 76 (CR) | Usain Bolt 19 s 91                                                                                        | Wallace Spearmon 20 s 05 |
| 400 m détails             | Jeremy Wariner 43 s 45 (WL, PB)                                                                                                | LaShawn Merritt 43 s 96 (PB)                                                                              | Angelo Taylor 44 s 32 |
| 800 m détails             | Alfred Yego 1 min 47 s 09 | Gary Reed 1 min 47 s 10                                                                                   | Yuriy Borzakovskiy 1 min 47 s 39                                                                                               |
| 1 500 m détails           | Bernard Lagat 3 min 34 s 77 | Rashid Ramzi 3 min 35 s (SB)                                                                              | Shedrack Korir 3 min 35 s 04                                                                                                   |
| 5 000 m détails           | Bernard Lagat 13 min 45 s 87                                                                                                   | Eliud Kipchoge 13 min 46 s                                                                                | Moses Kipsiro 13 min 46 s 75                                                                                                   |
| 10 000 m détails          | Kenenisa Bekele 27 min 5 s 90 (SB)                                                                                             | Sileshi Sihine 27 min 9 s 03                                                                              | Martin Mathathi 27 min 12 s 17                                                                                                 |
| Marathon détails          | Luke Kibet 2 h 15 min 59 s | Shami Mubarak 2 h 17 min 18 s                                                                             | Viktor Röthlin 2 h 17 min 25 s                                                                                                 |
| 110 m haies détails       | Liu Xiang 12 s 95 | Terrence Trammell 12 s 99                                                                                 | David Payne 13 s 02 (PB) |
| 400 m haies détails       | Kerron Clement 47 s 61 (WL) | Felix Sánchez 48 s 01 (SB)                                                                                | Marek Plawgo 48 s 12 (NR) |
| 3 000 m steeple détails   | Brimin Kipruto 8 min 13 s 82                                                                                                   | Ezekiel Kemboi 8 min 16 s 94                                                                              | Richard Mateelong 8 min 17 s 59                                                                                                |
| 4 × 100 m détails         | États-Unis Darvis Patton Wallace Spearmon Tyson Gay LeRoy Dixon Rodney Martin* 37 s 78 (WL)                                    | Jamaïque Marvin Anderson Usain Bolt Nesta Carter Asafa Powell Dwight Thomas* Steve Mullings* 37 s 89 (NR) | Grande-Bretagne Christian Malcolm Craig Pickering Marlon Devonish Mark Lewis-Francis 37 s 90 (SB)                              |
| 4 × 400 m détails         | États-Unis LaShawn Merritt Angelo Taylor Darold Williamson Jeremy Wariner Bershawn Jackson* Kerron Clement* 2 min 55 s 56 (WL) | Bahamas Avard Moncur Michael Mathieu Andrae Williams Chris Brown Nathaniel McKinney* 2 min 59 s 18 (SB)   | Pologne Marek Plawgo Daniel Dąbrowski Marcin Marciniszyn Kacper Kozłowski Rafał Wieruszewski* Witold Banka* 3 min 00 s 05 (SB) |
| 20 km marche détails      | Jefferson Pérez 1 h 22 min 20 s                                                                                                | Francisco Javier Fernández 1 h 22 min 40 s                                                                | Hatem Ghoula 1 h 22 min 40 s                                                                                                   |
| 50 km marche détails      | Nathan Deakes 3 h 43 min 53 s (SB)                                                                                             | Yohan Diniz 3 h 44 min 22 s (SB)                                                                          | Alex Schwazer 3 h 44 min 38 s                                                                                                  |
| Saut en longueur détails  | Irving Saladino 8,57 m (AR) | Andrew Howe 8,47 m (NR)                                                                                   | Dwight Phillips 8,30 m |
| Triple saut détails       | Nelson Évora 17,74 m (NR) | Jadel Gregório 17,59 m                                                                                    | Walter Davis 17,33 m (SB) |
| Saut en hauteur détails   | Donald Thomas 2,35 m (WL, =PB)                                                                                                 | Yaroslav Rybakov 2,35 m (WL, PB)                                                                          | Kyriákos Ioánnou 2,35 m (WL, NR)                                                                                               |
| Saut à la perche détails  | Brad Walker 5,86 m | Romain Mesnil 5,86 m (SB)                                                                                 | Danny Ecker 5,81 m |
| Lancer du poids détails   | Reese Hoffa 22,04 m | Adam Nelson 21,61 m (SB)                                                                                  | Rutger Smith 21,13 m |
| Lancer du disque détails  | Gerd Kanter 68,94 m | Robert Harting 66,68 m                                                                                    | Rutger Smith 66,42 m |
| Lancer du marteau détails | Ivan Tsikhan 83,63 m (WL) | Primož Kozmus 82,29 m                                                                                     | Libor Charfreitag 81,60 m (SB)                                                                                                 |
| Lancer du javelot détails | Tero Pitkämäki 90,33 m | Andreas Thorkildsen 88,61 m                                                                               | Breaux Greer 86,21 m |
| Décathlon détails         | Roman Šebrle 8 676 pts | Maurice Smith 8 644 pts (NR)                                                                              | Dmitriy Karpov 8 565 pts (SB)                                                                                                  |

* Athlètes médaillés ayant participé aux séries des relais

#### Femmes
| Épreuves                  | Or | Argent                                                                                                   | Bronze                                                                                         |
| ------------------------- | --- | --- | ---------------------------------------------------------------------------------------------- |
| 100 m détails             | Veronica Campbell 11 s 01                                                                                        | Lauryn Williams 11 s 01 (SB)                                                                             | Carmelita Jeter 11 s 02 (PB)                                                                   |
| 200 m détails             | Allyson Felix 21 s 81 (WL, PB)                                                                                   | Veronica Campbell 22 s 34 (SB)                                                                           | Susanthika Jayasinghe 22 s 63                                                                  |
| 400 m détails             | Christine Ohuruogu 49 s 61 (PB)                                                                                  | Nicola Sanders 49 s 65 (PB)                                                                              | Novlene Williams 49 s 66 (SB)                                                                  |
| 800 m détails             | Janeth Jepkosgei 1 min 56 s 04 (WL)                                                                              | Hasna Benhassi 1 min 56 s 99                                                                             | Mayte Martínez 1 min 57 s 62 (PB)                                                              |
| 1 500 m détails           | Maryam Yusuf Jamal 3 min 58 s 75 (SB)                                                                            | Iryna Lishchynska 4 min 00 s 69 (SB)                                                                     | Daniela Yordanova 4 min 00 s 82 (SB)                                                           |
| 5 000 m détails           | Meseret Defar 14 min 57 s 91                                                                                     | Vivian Cheruiyot 14 min 58 s 50                                                                          | Priscah Jepleting Cherono 14 min 59 s 21                                                       |
| 10 000 m détails          | Tirunesh Dibaba 31 min 55 s 41 (SB)                                                                              | Kara Goucher 32 min 2 s 05 (SB)                                                                          | Jo Pavey 32 min 3 s 81                                                                         |
| Marathon détails          | Catherine Ndereba 2 h 30 min 37 s                                                                                | Zhou Chunxiu 2 h 30 min 45 s                                                                             | Reiko Tosa 2 h 30 min 55 s                                                                     |
| 100 m haies détails       | Michelle Perry 12 s 46                                                                                           | Perdita Felicien 12 s 49 (SB)                                                                            | Delloreen Ennis-London 12 s 50 (PB)                                                            |
| 400 m haies détails       | Jana Rawlinson 53 s 31 (SB)                                                                                      | Yuliya Pechonkina 53 s 50 (SB)                                                                           | Anna Jesien 53 s 92                                                                            |
| 3 000 m steeple détails   | Yekaterina Volkova 9 min 06 s 57 (CR, PB)                                                                        | Tatyana Petrova 9 min 9 s 19 (PB)                                                                        | Eunice Jepkorir 9 min 20 s 09                                                                  |
| 4 × 100 m détails         | Lauryn Williams Allyson Felix Mikele Barber Torri Edwards Carmelita Jeter* Mechelle Lewis* 41 s 98 (WL)          | Sheri-Ann Brooks Kerron Stewart Simone Facey Veronica Campbell-Brown Shelly-Ann Fraser* 42 s 01 (SB)     | Olivia Borlée Hanna Mariën Élodie Ouédraogo Kim Gevaert 42 s 75 (NR)                           |
| 4 × 400 m détails         | DeeDee Trotter Allyson Felix Mary Wineberg Sanya Richards Monique Hennagan* Natasha Hastings* 3 min 18 s 55 (WL) | Shericka Williams Shereefa Lloyd Davita Prendagast Novlene Williams Anastasia Le-Roy* 3 min 19 s 73 (NR) | Christine Ohuruogu Marilyn Okoro Lee McConnell Nicola Sanders Donna Fraser* 3 min 20 s 04 (NR) |
| 20 km marche détails      | Olga Kaniskina 1 h 30 min 09 s                                                                                   | Tatyana Shemyakina 1 h 30 min 42 s                                                                       | María Vasco 1 h 30 min 47 s                                                                    |
| Saut en longueur détails  | Tatyana Lebedeva 7,03 m                                                                                          | Lyudmila Kolchanova 6,92 m                                                                               | Naide Gomes 6,87 m                                                                             |
| Triple saut détails       | Yargelis Savigne 15,28 m (WL, PB)                                                                                | Tatyana Lebedeva 15,07 m                                                                                 | Marija Sestak (?)                                                                              |
| Saut en hauteur détails   | Blanka Vlašić 2,05 m                                                                                             | Antonietta Di Martino 2,03 m (NR) Anna Chicherova 2,03 m (PB)                                            | non-attribuée                                                                                  |
| Saut à la perche détails  | Yelena Isinbayeva 4,80 m                                                                                         | Katerina Badurová 4,75 m (NR)                                                                            | Svetlana Feofanova 4,75 m                                                                      |
| Lancer du poids détails   | Valerie Vili 20,54 m (WL, AR)                                                                                    | Nadine Kleinert 19,77 m (SB)                                                                             | Li Ling 19,38 m (PB)                                                                           |
| Lancer du disque détails  | Franka Dietzsch 66,61 m                                                                                          | Yarelis Barrios 63,90 m (PB)                                                                             | Nicoleta Grasu 63,40 m                                                                         |
| Lancer du marteau détails | Betty Heidler 74,76 m                                                                                            | Yipsi Moreno 74,74 m                                                                                     | Zhang Wenxiu 74,39 m                                                                           |
| Lancer du javelot détails | Barbora Špotáková 67,07 m (NR                                                                                    | Christina Obergföll 66,46 m                                                                              | Steffi Nerius 64,42 m                                                                          |
| Heptathlon détails        | Carolina Klüft 7 032 pts (WL, AR)                                                                                | Lyudmila Blonska 6 832 pts (NR)                                                                          | Kelly Sotherton 6 510 pts (SB)                                                                 |

* Athlètes médaillées ayant participé aux séries des relais

### Cas de dopage
Le Biélorusse Andrei Mikhnevich, initialement troisième du concours du lancer du poids, a été convaincu de dopage et radié à vie par l'IAAF en 2013 après réexamen des échantillons collectés lors des Championnats du monde 2005. Tous ses résultats obtenus depuis août 2005 sont annulés

## Tableau des médailles
À l'issue de toutes les épreuves, 22 fédérations ont gagné au moins une médaille d'or, 46 ont gagné au moins une médaille et 66 ont placé des finalistes (limité à 8 par épreuve).
| Rang | Nation     | Or | Argent | Bronze | Total |
| ---- | ---------- | -- | ------ | ------ | ----- |
| 1    | États-Unis | 14 | 5      | 7      | 26    |
| 2    | Kenya      | 5  | 3      | 5      | 13    |
| 3    | Russie     | 4  | 7      | 3      | 14    |
| 4    | Éthiopie   | 3  | 1      | -      | 4     |
| 5    | Allemagne  | 2  | 3      | 2      | 7     |
| 6    | Tchéquie   | 2  | 1      | -      | 3     |
| 7    | Australie  | 2  | -      | -      | 2     |
| 8    | Jamaïque   | 1  | 6      | 3      | 10    |
| 9    | Bahamas    | 1  | 2      | -      | 3     |

## Conditions d’engagement
Chaque fédération nationale (212 fédérations au total) peut inscrire :
- de un à quatre compétiteurs ayant réalisé les minima A de l'IAAF.
- un athlète ayant réalisé les minima B et de 1 à 3 compétiteurs ayant réalisé les minima A.

Dans ces deux premiers cas, seuls trois athlètes au total par fédération pourront participer à la compétition.
- deux athlètes ayant réalisé les minima B (mais un seulement pourra être engagé).

Les fédérations qui n'ont aucun athlète (masculin et/ou féminin) qualifié pour toutes les différentes épreuves sont autorisées à inscrire un garçon et/ou une fille dans une épreuve, aux seules exceptions du 10 000 m, du 3 000 m steeple et des épreuves combinées.
Pour les relais, chaque fédération dont l'équipe nationale a réalisé les minima IAAF, réalisés lors d'épreuves qualificatives désignées (MM. : 39 s 00 - 3 min 03 s 30 — D. : 43 s 90 - 3 min 31 s 00), peut inscrire un total de six athlètes. Les athlètes (de 1 à 4) déjà inscrits dans les disciplines du 100 m et du 400 m doivent également figurer dans les listes respectives du 4 × 100 m et du 4 × 400 m.
Chaque fédération a également le droit de faire participer, en plus de ces règles, le champion du monde sortant de la discipline.
Les performances relatives à ces minima doivent remplir les conditions suivantes :
- avoir été établies dans une compétition conforme aux règles de l'IAAF.
- avoir été établies entre le 1er janvier 2006 (1er septembre 2005 dans le cas du marathon) et le 13 août 2007 (minuit à l'heure de Monaco).
- avoir été établies dans des conditions régulières de vent.
- les temps pris en chronométrage manuel ne sont pas pris en compte pour les distances inférieures au tour de piste inclus (les 100, 200, 100/110 et 400 mètres haies et pour le relais 4 × 100 mètres).
- les performances établies en salle sont comptabilisées pour les disciplines des sauts et lancers et pour les courses égales ou au-delà du tour de piste.

Les athlètes juniors (âgés de 18 ou 19 ans au 31 décembre 2007) peuvent participer à toutes les compétitions à l'exception du marathon et du 50 km marche. En dessous de 18 ans, ils ne peuvent participer aux lancers, décathlon, 10 000 m, marathon et marche. Les athlètes ayant moins de 16 ans (au 31 décembre 2007) ne pourront en aucun cas participer.

## Couverture médiatique
Les championnats furent notamment diffusés par le Tokyo Broadcasting System (Japon) et par l'Eurovision en Europe.

## Légende
Records et Performances
- AR : Record continental (area record)
- CR : Record des championnats (championship record)
- MR : Record du meeting (meet record)
- NR : Record national (national record)
- OR : Record olympique (olympic record)
- PR : Record paralympique (paralympic record)
- PB : Record personnel (personal best)
- SB : Meilleure performance personnelle de la saison (season's best)
- WL : Meilleure performance mondiale de l'année (world leader)
- WJR : Record du monde junior (world junior record)
- WR : Record du monde (world record)

Circonstances et Conditions
- DNF : N'a pas terminé (did not finish)
- DNS : N'a pas pris le départ (did not start)
- DQ : Disqualification (disqualification)
- NM : Aucun essai valable enregistré (No Mark)
- Q : Qualifié « directement » au prochain tour (ou à la prochaine compétition), lors d'une compétition majeure, grâce au classement ou à la réalisation des minima (automatic qualifier)
- q : Qualifié au prochain tour (ou à la prochaine compétition), lors d'une compétition majeure, grâce au repêchage ou à la réalisation de l'une des meilleures performances parmi celles des « non qualifiés directement » (grâce au meilleur temps ou à la meilleure distance par exemple) (secondary qualifier)